# Huvudväg 4
De Huvudväg 4 (Fins: Valtatie 4) is een primaire hoofdweg in Åland (Finland) met een lengte van 21,4 kilometer. De weg is een zijweg van Huvudväg 2 ter hoogte van het centraal gelegen plaatsje Godby en loopt van daaruit naar Geta in het het noordwesten van Åland.